# Cini Boeri
Pour les articles homonymes, voir Boeri.
Cini Boeri, née Maria Cristina Mariani Dameno le 19 juin 1924 à Milan et morte dans la même ville le 9 septembre 2020, est une architecte et designer italienne.

## Biographie
Sa mère est professeure, et son père est fabbriciere (administrateur) de la basilique Saint-Ambroise de Milan. Mais son véritable père naturel, dont elle fait la connaissance adolescente, est un avocat.
En 1951, Cini Boeri est diplômée, en architecture, de l’École polytechnique de Milan et travaille à partir de 1952 dans l'agence de design de Marco Zanuso. 
En 1963, elle ouvre sa propre agence, toujours à Milan, et se lance, comme Marco Zanuso et Richard Sapper, dans des expérimentations sur le plastique. Elle imagine ainsi des bagages en ABS moulé, commercialisés par Franzi. Elle crée également pour Arflex, l'année suivante, le fauteuil Borgogna, un fauteuil confortable, modulable, extensible, et dont les accotoirs servent de support à un téléphone, une lampe, des revues, etc.,. Dans les années 1960, elle conçoit des pièces de musée, des bureaux, des magasins, mais aussi des maisons, telles la villa Rotonda et la Casa Bunker à La Maddalena, en accordant une grande attention à l'organisation fonctionnelle de l'espace et de la relation entre l'humain et son milieu,. Elle travaille également pour Arteluce de Gino Sarfatti à Milan.
Le sofa flexible Serpentone est créé en 1970 et devient un des objets emblématiques de la collection Arflex et des meubles des années 1970 : il est composé d'une quarantaine (ou plus) d'éléments modulaires en mousse de polyuréthane collés entre eux, et il peut prendre des formes concaves ou convexes selon les intérieurs et les désirs des utilisateurs. Il est présenté à l'exposition Italy : The New Domestic Landscape organisée au Museum of Modern Art (MoMA) de New York, en 1972, avec la chaise longue Boboluego et des lampes en PVC, à têtes rotatives. En 1970 toujours, elle dessine les tables Lunario, pour Knoll, des tables basses ovales en verre trempé avec une base décalée,. En 1979, elle imagine avec Laura Grizziotti les sièges et canapés de la famille Strips. Huit ans plus tard, en 1987, elle frappe les esprits en créant le fauteuil Ghost, pour Fiam Italia, un fauteuil construit à partir d'une feuille de verre courbée.
Cini Boeri est également une conférencière et une pédagogue. Elle a enseigné à l’École polytechnique de Milan et a donné des conférences en Italie, aux États-Unis, au Brésil, en Allemagne, en Suisse, et Espagne entre autres.

## Images

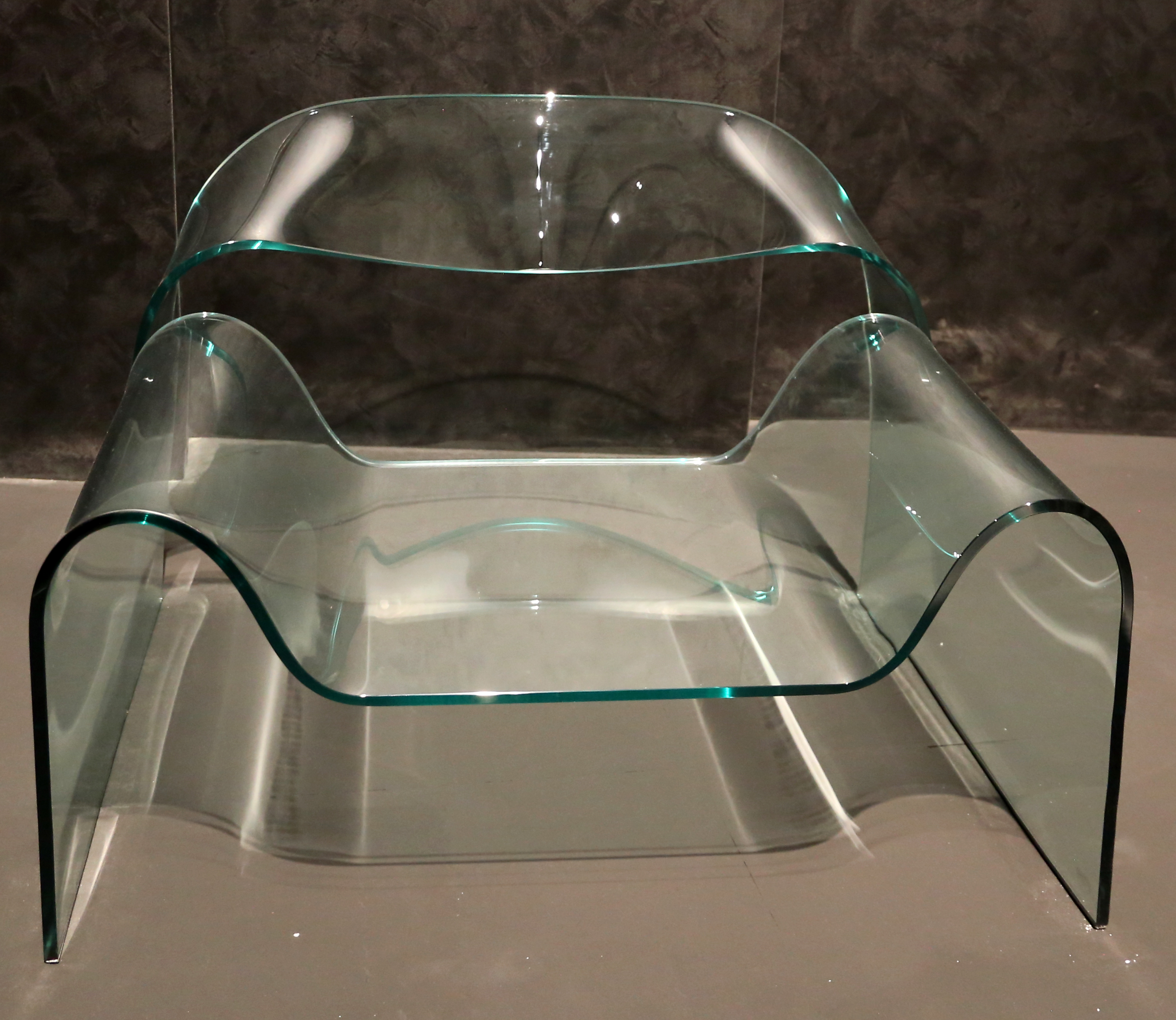
Le fauteuil Ghost, pour Fiam Italia.
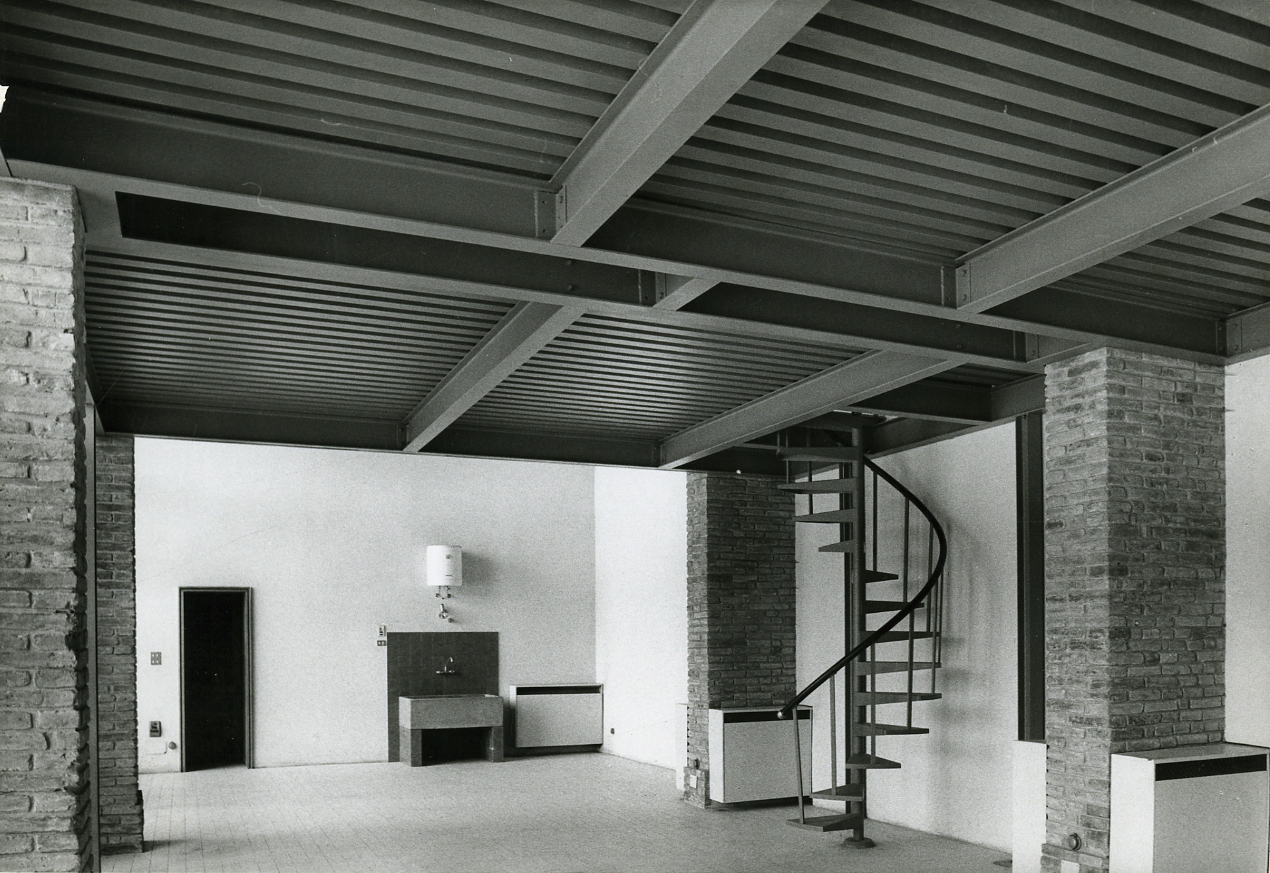
Palazzo dei Diamanti, Ferrare. Projet créé par Cini Boeri en collaboration avec Marco Zanuso.

## Récompense
- Canapé Strips (1979) : Prix Compasso d'Oro chez Arflex[10].

### Webographie
- (it) « Biografia. Cini Boeri. », sur poltronafrau.com.
- (en) « Cini Boeri. », sur designculture.it.
- (it) « Cini Boeri. Borgogna (1964) », sur ciniboeriarchitetti.com.
- (en) Catharine Rossi, « Playing with the Povera: Connections between Art, Architecture and Design in 1970s Italy », sur nottinghamcontemporary.org.
- (en) « Lunario low table, by Cini Boeri, Knoll », sur elgrecogallery.com.